# 池上三郎
池上 三郎（いけがみ さぶろう、1855年3月14日〈安政2年1月26日〉 - 1914年〈大正3年〉11月10日）は明治期の司法官、検事。函館控訴院検事長。従三位勲二等。族籍は福島県士族。実弟に、第6代大阪市長、第6代朝鮮総督府政務総監を務めた池上四郎がいる。

## 生涯
安政2年（1855年）1月26日、若松城下本三ノ丁に会津藩士の父池上武輔と母ウメの長男として生まれる。初め八三郎と称し後に三郎と名乗る。元治元年（1864年）藩校日新館に入学、抜群に優秀な成績を修めた。
慶応4年（1868年）の戊辰戦争では、14歳で隊頭西郷寧太郎の率いる中軍護衛隊に加わり北出丸の篭城戦で敵を防いだ（会津戦争）。開城後の明治2年（1869年）、上窪村（現塩川町）の肝煎鈴木家に家族と寄寓。同年7月に塩川村の代官所跡に設けられた仮日新館に弟四郎と共に入学。同時に井深梶之助と塾生取締りを命ぜられる。
明治3年（1870年）家族共々斗南に移住する。食糧も衣料も無いどん底の生活の中で、父武輔は三郎や四郎に常々「お前たちは、故郷の安部井先生や高津先生が日新館で説かれたことを基本として勉学するのだ。武士の道は刻苦と忍耐と魂の練磨である」と訓育したという。
明治4年（1871年）上京。福地源一郎の仏学塾に入学、次いで慶應義塾や高島嘉右衛門の家塾で苦学する。19歳で新治県（茨城県）土浦の化成塾で洋学の教鞭を執る。その後、福地が主幹する東京日日新聞の記者となり、勤務の傍ら法律の勉強に勤しんだ。
明治10年（1877年）司法省に入り一等出仕となり、当時社会を震撼させた山形県庄内一揆（ワッパ騒動）に関与し手腕力量を認められ検事補となった。明治14年（1881年）検事に昇進。長崎、大阪各控訴院検事を経て神戸地方裁判所検事正となる。
明治38年（1905年）11月、函館控訴院検事長に任じられ、大正2年（1913年）休職となる。休職のまま、東京渋谷の自宅で大正3年（1914年）11月10日病没した。享年60。

## 栄典
位階
- 1900年（明治33年）11月10日 - 正五位[2]
- 1914年（大正3年）11月10日 - 従三位[3]

勲章等
- 1901年（明治34年）6月27日 - 勲四等瑞宝章[4]
- 1905年（明治38年）6月24日 - 勲三等瑞宝章[5]
- 1906年（明治39年）4月1日 - 勲二等瑞宝章[6]

## 家族
池上家
- 父：武輔（旧会津藩士、福島士族）[1]
- 母：ウメ（1836年 -?、池上善右衛門の長女）[1]
  - 弟：四郎（1857年 - 1929年、第6代大阪市長、第6代朝鮮総督府政務総監） - 1914年、分かれて一家を創立[7]。
- 妻：ツネ（1857年 -?、静岡士族、渡部龍正の長女）[1]
  - 養子：タカ（1899年 -?、東京士族、高津忠男の妹）[1]

## 系譜
池上家の初代十左衛門高尚は、本姓源氏、信濃国住人池上新之丞高忠の嫡男である。高尚は信州高遠保科家へ御小姓として召しだされ、三郎の父・武輔は会津藩御使番、190石、本四ノ丁内田武八の二男で池上家の婿養子となり、1862年（文久2年）5月7日に家督を相続した。
```
池上十左衛門高尚━━新左衛門高品━━善左衛門高当━━善左衛門高俊━━新左衛門高保

━━又八郎高次━━繁治高久━━武輔高賢━┳三郎
　　　　　　　　　　　                  ┗四郎

```